# رگ فاکس
رگ فاکس (انگلیسی: Reg Fox; ۱۶ اکتبر ۱۹۲۹ – ۱۹ آوریل ۲۰۱۰) بازیکن فوتبال بود.
از باشگاه‌هایی که در آن بازی کرده‌است می‌توان به باشگاه فوتبال منزفیلد تاون اشاره کرد.